# Vatica perakensis
Espèce
Classification phylogénétique
Statut de conservation UICN

 EN A1c : En danger
 Vatica perakensis est un arbre sempervirent de Malaisie péninsulaire et de Sumatra appartenant à la famille des dipterocarpaceae

## Répartition
Forêts des collines côtières de la Malaisie péninsulaire et du centre de Sumatra.

## Préservation
Espèce menacée par la déforestation et l'exploitation forestière.